# Miniature Lop

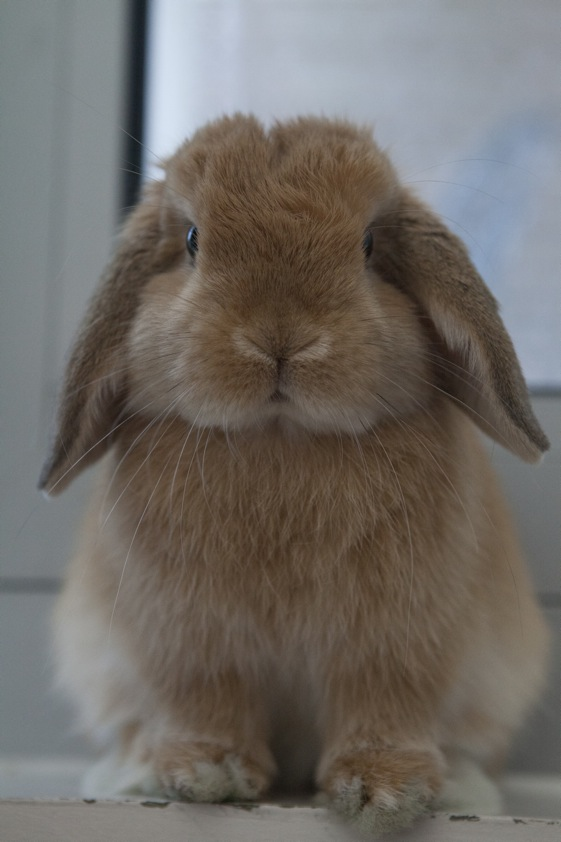
En fawn-färgad Miniature Lop framifrån.

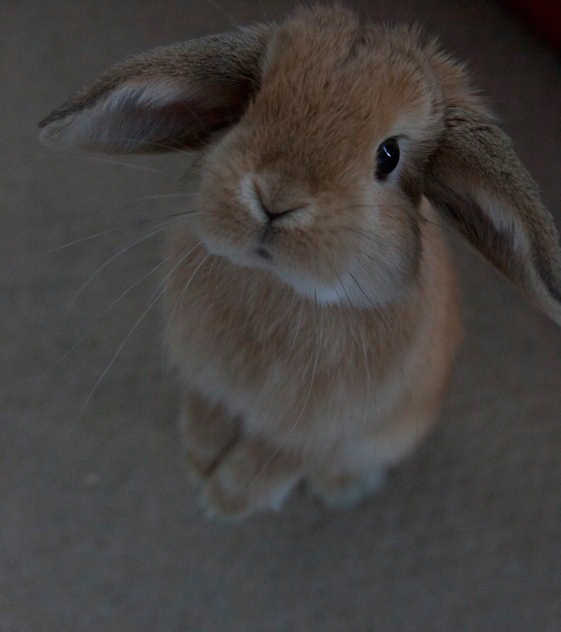
En fawn-färgad Miniature Lop som står upp.

Miniature Lop eller Mini Lop är en kaninras som erkändes av British Rabbit Council år 1994. Den har en maximal vikt på 1,6 kilogram och är den minsta av alla vädurskaniner. Miniature Lop är lätt att hantera och har en mycket bra karaktär. Rasen finns nu hos uppfödare  i Sverige, men liknar vår dvärgvädur, fast Miniature Lop:en är mindre och lättare.
Det finns också Miniature Lop-kaniner med kashmirpäls som kallas Miniature Cashmere Lop, och Miniature Lop-kaniner som har korsats med lejonhuvad kaniner som kallas Miniature Lion Lop.
Miniature Lop:en, som ofta kallas Mini Lop i Storbritannien, är dock en annan ras än Mini Lop:en från USA.
Miniature Lop:en är motsvarigheten till den amerikanska Holland Lop, men kan vara mindre än Holland Lop:en.
Rasen finns nu på ett fåtal platser i Sverige.

## Historia
Miniature Lop:en i Storbritannien är en relativt ny kaninras, och den härstammar från den första Holland Lop:en, som utvecklades i Nederländerna under 1950-talet. En nederländsk kaninuppfödare, Adriann de Cock, tros generellt vara den som utvecklade dvärgvädurerna genom att korsa den största väduren, fransk vädur, med hermelinkaninen. År av hårt arbete lönade sig för att producera den minsta väduren, och Holland Lop:sen på cirka 2 kilogram till 2,5 kilogram var den första som visade sig år 1964.
År 1970 ville man avla ned Holland Lop:sen till 1,5 kilogram. Tio år senare importerades dessa kaniner till Storbritannien. Efter år av selektiv avel mellan de minsta vädurarna, utvecklades en ny ras som fick namnet Miniature Lop. 
Miniature Lop:en har blivit en av de populäraste utställnings- och sällskapskaninerna i Storbritannien.

## Vikt
|                       | Ideal     | Maximum |
| --------------------- | --------- | ------- |
| Vuxen (kg)            | 1,2 - 1,5 | 1,6     |
| Kanin under 5 månader |           | 1.36 kg |

Honor blir vanligtvis större än hanar.